# Karl Speth von Schülzburg

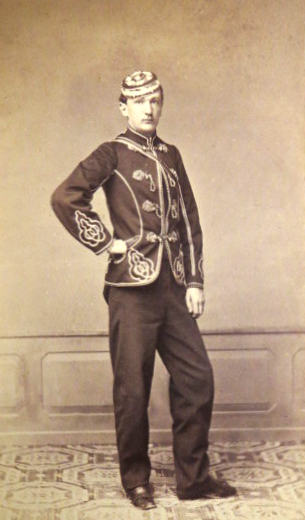
Karl Speth von Schülzburg als Student auf einem Foto von F. Brandseph, Stuttgart, datiert 1864, mit Zirkeln der Corps Suevia Tübingen und des Corps Guestphalia Heidelberg

Karl Johann Friedrich Sigmund Freiherr von Speth-Schülzburg (* 23. Juli 1844 auf Schloss Schülzburg in Anhausen; † 8. Juli 1905 in Dresden) war der Besitzer der Mannlehensrittergüter Granheim und Schülzburg.

## Leben und Wirken
Nach dem Besuch des Gymnasiums in Ellwangen studierte Karl Speth von Schülzburg in Tübingen und Heidelberg. Er war Mitglied des Corps Suevia Tübingen. Nach Ablegen der höheren Justizdienstprüfung begann 1873 seine berufliche Laufbahn als Justizassessor bei den Oberamtsgerichten in Geislingen und Cannstatt. 1879 wurde er in Cannstatt Amtsrichter und 1882 Landrichter beim Landgericht Schwäbisch Hall, 1883 schied er als Landgerichtsrat aus dem württembergischen Justizdienst aus. Ab 1878 war er Königlich württembergischer Kammerherr. Von 1895 bis 1900 gehörte Carl von Speth-Schülzburg als Vertreter der Ritterschaft des Schwarzwaldkreises dem Württembergischen Landtag an.
Er heiratete 1875 Marie Sophie Clara Freiin von Ow (1854–1939). Mit ihr hatte er zwei Kinder, darunter Reinhard Freiherr von Speth-Schülzburg, der von 1912 bis 1918 ebenfalls Landtagsabgeordneter war.